# Luigi Necco
Luigi Necco (Napoli, 8 maggio 1934 – Napoli, 13 marzo 2018) è stato un giornalista, telecronista sportivo e scrittore italiano.

## Biografia

### Carriera giornalistica
Mentre è ancora studente in Istituzioni dell'Europa orientale nell'allora Istituto Universitario Orientale (oggi Università degli Studi di Napoli "L'Orientale"), scrive sul Corriere di Napoli, successivamente entra alla Rai partenopea, dove legge il giornale radio. Poi passa alla televisione, facendo parte del gruppo dei giornalisti che tenne a battesimo, nel 1979, il telegiornale regionale.
Per quindici anni (dal 1978 al 1993) Luigi Necco è stato telecronista, raggiungendo la popolarità con la trasmissione sportiva 90º minuto, condotta da Paolo Valenti. Sono rimasti famosi i suoi collegamenti dallo stadio San Paolo a fine partita, spesso attorniato da numerosi tifosi partenopei. Nel corso delle sue telecronache (dagli stadi di Napoli e Avellino) ha coniato espressioni come "Milano chiama, Napoli risponde" che l'hanno reso famoso. Fece un'altra battuta famosa a Città del Messico nel 1986, quando Maradona segnò un goal con la mano all'Inghilterra: "La mano de Dios o la cabeza de Maradona" (La mano di Dio o la testa di Maradona); Maradona gli rispose "Las dos" (Tutt'e due): venne per questo intervistato da numerose TV sudamericane.
Nel 1992 ha condotto la trasmissione culturale Parlato semplice di Gabriele La Porta. Nel 1997 ha anche condotto per qualche mese, subito dopo l'abbandono del precedente conduttore Antonio Lubrano, il programma Mi manda Raitre appena rinominato (fino a quel momento si era chiamato infatti Mi manda Lubrano). Nel 2005 dopo che Mediaset acquisisce i diritti calcistici, chiamato da Maurizio Costanzo, passa a Canale 5, dove cura le dirette dai campi di calcio per Buona Domenica.
Mentre era in pensione dalla Rai lavorò ancora: conduceva su un'emittente locale, Canale 9, il programma televisivo L'emigrante, cronaca quotidiana di fatti e misfatti napoletani. È stato anche eletto, nelle liste dei Democratici di Sinistra, consigliere comunale a Napoli nelle elezioni del 1997.

### L'archeologo e scrittore
Dopo 90º Minuto, Luigi Necco si dedicò all'archeologia, sua passione giovanile. Dal 1993 al 1997 ideò e condusse una rubrica dal titolo L'occhio del faraone, per la quale ha realizzato e messo in onda 360 documentari e servizi sull'archeologia nell'area Mediterranea, dalla Grecia alla Giordania, dall'Egitto all'Iraq, da Pompei alla Turchia. Per moltissimi anni, inseguendo un sogno giovanile, si è dedicato alla ricerca del tesoro che Heinrich Schliemann aveva trovato a Troia nel 1873 e che ufficialmente i tedeschi davano per distrutto nei tremendi bombardamenti del Zoologischer Garten Berlin del 1945.
Non credendo alle dichiarazioni ufficiali dopo annose, minuziose e dispendiose ricerche in tutte le aree orientali dell'Europa, divisa in due blocchi, è riuscito nel suo scopo, individuando i ladri e il nascondiglio del tesoro, che è stato finalmente esposto il 16 aprile 1996 nel Museo Puškin delle belle arti di Mosca. Su questa avventura ha scritto, per l'editore Pironti di Napoli, un libro intitolato Giallo di Troia pubblicato nel 1993. Nel 2014 ancora l'editore Pironti di Napoli pubblicò la sua opera Operazione Teseo, dedicata al pluridecorato eroe militare Siro Riccioni.

### L'attentato
Nell'ottobre del 1980 Antonio Sibilia, presidente dell'Avellino, si reca accompagnato da Juary, allora calciatore brasiliano della squadra irpina, ad una delle tante udienze del processo che vede imputato Raffaele Cutolo, capo incontrastato della Nuova Camorra Organizzata. Durante una pausa saluta il boss con tre baci sulla guancia e gli consegna, tramite Juary, una medaglia d'oro con dedica («A Raffaele Cutolo dall'Avellino calcio»). Giustificherà il suo omaggio con queste parole:
L'intera vicenda suscita l'interesse giornalistico di Necco, che ne parlerà a 90º minuto. Il 29 novembre 1981 il giornalista viene gambizzato in un ristorante di Avellino per mano di tre uomini inviati da Vincenzo Casillo, detto 'O Nirone, luogotenente di Cutolo fuori dal carcere.

### Morte
È morto all'ospedale Cardarelli di Napoli il 13 marzo 2018, alla soglia degli 84 anni, per una grave insufficienza respiratoria. Il giorno dopo, i funerali nella chiesa di San Giovanni Battista dei Fiorentini in piazza degli Artisti, nel quartiere Vomero a Napoli.